# 914A busz (Budapest)
A budapesti 914A jelzésű éjszakai autóbusz a Határ út és Újpest-központ között közlekedik, a 914-es busz betétjárataként. A vonalat az ArrivaBus Kft. és a Budapesti Közlekedési Zrt. üzemelteti. A járat a 14-es villamos, valamint az M3-as metró vonalát fedi le. 2014. március 29-étől hétköznap is közlekedik.

## Története
2019 szilveszteréről 2020-ra virradóan az M3-as metró éjszakai üzeme miatt nem közlekedett.
A vonalon 2020. április 1-jéről 2-ára virradó éjszakától május 22-éig, majd november 13-áról 14-re virradó éjszakától 2021. június 18-áig szünetelt a forgalom.
2020. december 24-én a nappali járatok 16 órai üzemzárása után körülbelül 19 óráig újra közlekedett.
2024. május 2-án üzemkezdettől Újpest felé megáll az Albert Flórián úton kialakított új megállóhelyen is.

## Útvonala
| Határ út felé |
| Újpest-központ M vá. – Árpád út – István út – Pozsonyi utca – aluljáró – Béke utca – Béke tér – Lehel utca – Váci út – Nyugati tér – Teréz körút – Podmaniczky utca – Bajcsy-Zsilinszky út – Deák Ferenc tér – Károly körút – Múzeum körút – Kálvin tér – Üllői út – Nagyvárad tér – Orczy út – Elnök utca – Könyves Kálmán körút – Üllői út – Ferde utca – Határ út M vá. |
| Újpest-központ felé |
| Határ út M vá. – Üllői út – Könyves Kálmán körút – Albert Flórián út – Nagyvárad tér – Üllői út – Kálvin tér – Múzeum körút – Károly körút – Deák Ferenc tér – Bajcsy-Zsilinszky út – Podmaniczky utca – Teréz körút – Nyugati tér – Váci út – Lehel tér – Lehel utca – Béke tér – Béke utca – aluljáró – Pozsonyi utca – István út – Újpest-központ M vá.                 |

## Megállóhelyei
Az átszállási kapcsolatok között az azonos útvonalon közlekedő 914-es busz nincs feltüntetve.
| 0  | Határ út M végállomás                   | 40 | 200E 950, 950A, 966, 999                                                                                                 |
| 0  | Száva kocsiszín                         | 38 | 950, 950A, 999 |
| 1  | Pöttyös utca M                          | 37 | 950, 950A, 999 |
| 2  | Ecseri út M                             | 36 | 950, 950A |
| 4  | Népliget M                              | 34 | 901, 918, 950, 950A |
| 6  | Albert Flórián út                       | ∫  | 901, 918, 950, 950A |
| ∫  | Szenes Iván tér                         | 32 | 950, 950A |
| 8  | Nagyvárad tér M                         | 31 | 950, 950A |
| 10 | Semmelweis Klinikák M                   | 29 | 950, 950A |
| 12 | Corvin-negyed M                         | 27 | 6 923, 934 (hétvége hajnalban), 950, 950A, 979, 979A                                                                     |
| ∫  | Köztelek utca                           | 27 | 934 (hétvége hajnalban), 950, 950A, 979, 979A                                                                            |
| 14 | Kálvin tér M                            | 26 | 100E 909, 909A, 934 (hétvége hajnalban), 950, 950A, 979, 979A                                                            |
| 15 | Astoria M                               | 22 | 100E 907, 907A, 908, 908A, 909, 909A, 916, 931, 931A, 934 (hétvége hajnalban), 950, 950A, 956, 973, 973A, 979, 979A, 990 |
| 19 | Deák Ferenc tér M                       | 20 | 100E 909, 909A, 916, 931, 931A, 934 (hétvége hajnalban), 950, 950A, 979, 979A, 990                                       |
| 20 | Szent István Bazilika                   | 18 | 931, 934 (hétvége hajnalban), 950, 950A, 979, 979A (hétvége hajnalban)                                                   |
| 21 | Arany János utca M                      | 17 | 931, 950, 950A |
| 22 | Báthory utca / Bajcsy-Zsilinszky út     | 16 | 931, 950, 950A |
| 24 | Nyugati pályaudvar M (Teréz körúton)    | 14 | 6 923, 931, 934, 950, 950A S50 S70 S71 S72                                                                               |
| 27 | Nyugati pályaudvar M (buszvégállomáson) | ∫  | 6 923, 931, 934, 950, 950A S50 S70 S71 S72                                                                               |
| 28 | Lehel tér M                             | 11 | 950, 950A |
| 29 | Dévai utca                              | 10 | |
| 30 | Lehel utca / Dózsa György út            | 9  | |
| 30 | Hun utca                                | 8  | |
| 31 | Lehel utca / Róbert Károly körút        | 7  | 901, 918 |
| 32 | Béke tér                                | 6  | |
| 33 | Frangepán utca                          | 5  | |
| 34 | Fiastyúk utca                           | 4  | |
| 35 | Rokolya utca                            | 4  | |
| 36 | Gyöngyösi utca                          | 2  | |
| 37 | Angyalföld vasútállomás                 | 1  | S72 |
| 38 | Angyalföld kocsiszín                    | 1  | |
| 39 | Tél utca / Pozsonyi utca                | 0  | |
| 40 | Újpest-központ M (Munkásotthon utca)    | ∫  | |
| 41 | Újpest-központ M végállomás             | 0  | 930, 950, 950A, 996, 996A                                                                                                |